# Седам врхова
Седам врхова назив је за највише планине сваког од седам континената. Пењање на врхове сваке од ових планина сматра се планинарским изазовом, који је први достигао Ричард Бас 30. априла 1985. године. Достигнуће Седам врхова постало је чувено као истраживачки и планинарски успех.

## Дефиниција
Седам врхова састоји се од највиших планинских врхова сваког од седам континената. Различите листе укључују мале варијације, али генерално се одржава иста срж. Седам врхова зависи од дефиниције које се користе за континенте - посебно од локације граница тих континената. Ово доводи до две тачке варијације: прва је Монблан против Елбруса као највишег врха Европе; друга зависи од тога да ли се и цела Океанија или само копнени дио Аустралије сматра континентом, па због тога постоји дилема око Кошћушко планине и Пункак Џаје.
Из овога настаје неколико верзија Седам врхова:
- Еверест, Аконкагва, Денали, Килиманџаро, Винсон, Елбрус, Пункак Џаја (по Меснеру)
- Еверест, Аконкагва, Денали, Килиманџаро, Винсон, Елбрус, Кошћушко (по Басу)[1]
- Еверест, Аконкагва, Денали, Килиманџаро, Винсон, Монблан, Кошћушко (по истраживачу Хакету из 1950-их)
- Еверест, Аконкагва, Денали, Килиманџаро, Винсон, Монблан, Пункак Џаја
- Еверест, Аконкагва, Денали, Килиманџаро, Винсон, Монблан, Вилхелм

Бас и његов пријатељ у пењању Френк Велс желели су да буду први људи који су стајали на врху највиших планина сваког континента. Тежили су да испуне циљ који су сами себи дефинисали, пењући се на Аконкагву за Јужну Америку, Макинли (сада Денали) за Северну Америку, Килиманџаро за Африку, Елбрус за Европу, Винсон за Антарктик, Кошћушко за Аустралију и коначно Еверест за Азију.

### Дефиниција по тектонским плочама
Користећи највеће тектонске плоче, Европа и Азија могу бити груписане као Евроазија, а за велику Пацифичку плочу Мауна Кеа била би највиша планина. Пункак Џаја заправо је на плочи Маоке, која је углавном груписана са већом Аустралијском плочом. Ако не, онда би планина Кошћушко била највиша на тој плочи.
- Афричка плоча - Килиманџаро
- Антарктичка плоча - Винсон
- Индо-аустралијска плоча - Пункак Џаја/Кошћушко
- Евроазијска плоча - Монт Еверст
- Северноамеричка плоча - Денали
- Тихоокеанска плоча - Мауна Кеа
- Јужноамеричка плоча - Аконкагва

## Аустралија
Највиши врх аустралијског копна је планина Кошћушко, са 2.228 m надморске висине. Ипак, највиши врх на читавом аустралијском континенту, који укључује Аустралију и Нову Гвинеју је Пункак Џаја, са 4.884 m надморске висине, у индонезијској провинцији Папуа на острву Нова Гвинеја, који лежи на аустралијском гребену. Планина Кошћушко је веома лака за пењање док је Пункак Џаја тешка.
Неки извори тврде да је планина Вилхелм (4.509 м), која припада планинском масиву Бизмарк у Папуи Новој Гвинеји, највиша планина Аустралије, сматрајући Индонезију делом Азије. Међутим, таква дефиниција је политичка, а не геофизичка, па би то значило да је Папуа променила континент 1969. године.
Што се тиче Аустралије као државе, вулкан Маусон (2.745 м) виши је од планине Кошћушко; међутим, он се не налази у Океанији него на острву Херд, малој острвској територији у јужном делу Индијског океана. Ако искључимо острво нове Гвинеје, онда је Маунт Кук на Јужном острву Новог зеланда највиша планина у Аустралији, са 3.724 m надморске висине.
Извори који наводе планину Вилхелм као највишу тачку Океаније или показују границу стављајући Пункак Џају у Азију укључују: Уједињене нације, Националну географију, 7 Continent Summits, World Atlas, The CIA World Factbook, итд.

## Европа
Општеприхваћен највиши врх Европе је Елбрус (5.642 м) на Кавказу, који се појављује на листама Баса и Меснера. Међутим, пошто граница између Европе и Азије није универзално прихваћена, његово укључивање у Европу је спорно: ако се Кумо-маничка депресија користи као геолошка граница између Европе и Азије, Кавказ и Елбрус у потпуности припадају Азији. Уколико се користи вододелница Великог Кавказа, врхови Елбруса у потпуности припадају Европи, иако је близу границе са Азијом. Монблан (4.810 м), који лежи на граници Француске и Италије у Грејским Алпама, неки сматрају највишим врхом Европе.

## Северна и Јужна Америка
Највиши врх Северне Америке је Денали, док је Јужне Америке Аконкагва. Гледајући по тектонским плочама, постоји могућност налажења највиших тачака на мањим плочама.
- Северна Америка - Денали
- Јужна Америка - Аконкагва
- Панамска плоча - планина Чирипо (3.819 м)
- Карипска плоча - вулкан Акатенанго (3.976 м)[11]
- Северноандска плоча - Чимборазо (6.263 м)
- Алтипланска плоча - највероватније Невадо Сахама (6.542 м)

## Седам врхова
Прва листа Седам врхова, коју је постулирао Бас (Басова или Кошћушко листа), укључивала је планину Кошћушко као највиши врх копнене Аустралије (2.228 м), која је представљала највиши врх аустралијског континента. Меснер је постулирао још једну листу, у којој је Кошћушко замењена са индонезијском Пункак Џајом (4.884 м). Ни Басова ни Меснерова листа није укључивала Монблан. Са планинарске тачке гледишта, Меснерова листа је изазовнија. Успон на Пункак Џају има карактер експедиције, док је успон на Кошћушко лагано пешачење. Патрик Мороу је искористио овај аргумент како би одбранио свој избор да се придржава Меснерове листе, "прво као планинар, а друго као колекционар, мој снажни осећај да је Пункак Џаја највећа планина у Аустралазији... био је истинита планинарска објективност."<ref>{Mike, Hamill (2012). Climbing the seven summits : a comprehensive guide to the continents' highest peaks (1. изд.). Seattle, WA: Mountaineers Books. ISBN 9781594856488. OCLC 759171836.<ref>{Patrick, Morrow (1986). Beyond Everest : quest for the seven summits. Camden East, Ont.: Camden House Pub. ISBN 978-0-920656-52-5. OCLC 15089597.
| Слика | Врх         | Басова листа | Меснерова листа | Надморска висина | Проминенција | Континент       | Венац                   | Држава                    | Прво пењање |
| ----- | ----------- | ------------ | --------------- | ---------------- | ------------ | --------------- | ----------------------- | ------------------------- | ----------- |
|       | Еверест     | ✔            | ✔               | 8.848 м          | 8.848 м      | Азија           | Хималаји                | Непал / Кина              | 1953        |
|       | Аконкагва   | ✔            | ✔               | 6.961 м          | 6.961 м      | Јужна Америка   | Анди                    | Аргентина                 | 1897        |
|       | Денали      | ✔            | ✔               | 6.194 м          | 6.144 м      | Северна Америка | Венац Аљаска            | Сједињене Америчке Државе | 1913        |
|       | Килиманџаро | ✔            | ✔               | 5.895 м          | 5.885 м      | Африка          | –                       | Танзанија                 | 1889        |
|       | Елбрус      | ✔            | ✔               | 5.642 м          | 4.741 м      | Европа          | Кавкаске планине        | Русија                    | 1874        |
|       | Винсон      | ✔            | ✔               | 4.892 м          | 4.892 м      | Антарктик       | Сентинел                | –                         | 1966        |
|       | Пункак Џаја |              | ✔               | 4.884 м          | 4.884 м      | Аустралазија    | Судирман                | Индонезија                | 1962        |
|       | Кошћушко    | ✔            |                 | 2.228 м          | 2.228 м      | Аустралија      | Велике разводне планине | Аустралија                | 1840        |